# Benoît Girard
Benoît Girard es un actor quebequés nacido en Montreal el 26 de enero de 1932 y fallecido el 25 de marzo de 2017.

## Filmografía

### Cine
| Año  | Título                                  | Personaje                  |
| ---- | --------------------------------------- | -------------------------- |
| 1958 | Stigma                                  |                            |
| 1959 | Les 90 jours                            | Roger Dufault              |
| 1960 | Walk Down Any Street                    |                            |
| 1963 | Amanita Pestilens                       | Simon                      |
| 1964 | Françoise                               |                            |
| 1972 | Brutalités amoureuses (House of Lovers) | David                      |
| 1976 | Parlez-nous d'amour                     | Pierre Vignon, le chanteur |
| 1977 | Panique                                 | Maurice Falardeau          |
| 1982 | La Quarantaine                          | Bo-Jean                    |
| 2001 | Du pic au cœur                          |                            |
| 2004 | L'Espérance                             | Gaspard                    |
| 2004 | Dans une galaxie près de chez vous      | Kerplunk                   |
| 2004 | Camping sauvage                         | Ange-Albert Pigeon         |
| 2005 | Maurice Richard                         | Paul St-Georges            |
| 2006 | Le Secret de ma mère                    | Bertrand                   |
| 2014 | Félix et Meira                          | Théodore, padre de Félix   |

### Televisión
- 1955 : Beau temps, mauvais temps (serie de televisión) : Denis Favreau
- 1957 : Le Colombier (serie de televisión) : François Giguère
- 1957 : Radisson (serie de televisión)
- 1957 : Le Survenant (serie de televisión) : Patrice
- 1957-1959 : Quatuor : Dernier Combat, La Mercière assassinée, Morts sans visage, La Cellule
- 1958 : Marie-Didace (serie de televisión) : Patrice
- 1960 : La Côte de sable (serie de televisión) : Étienne Paradis
- 1961 : Kanawio (serie de televisión) : L'Onnontague
- 1962 : Le Temps des lilas (telefilme) : Roméo
- 1963 : Ti-Jean Caribou (serie de televisión)
- 1963 : De 9 à 5 (serie de televisión) : Manuel
- 1965 : La Reine morte (telefilme)
- 1965 : Septième nord (serie de televisión) : Dr Marcel Charron
- 1966 : Moi et l'Autre (serie de televisión) : M. Brunet
- 1968 : Grujot et Délicat (serie de televisión) : Sourdine
- 1969 : Bilan (télé-théâtre)
- 1970 : Les Berger (serie de televisión) : Patrick Salva
- 1970 : Symphorien (serie de televisión) : Dr Claude Jetté
- 1970 : Le Service des affaires classées (serie de televisión) : Inspector principal Tarrant
- 1971 : Des souris et des hommes (telefilme) : Curly
- 1972 : Les Forges de Saint-Maurice (serie de televisión) : Jean Delorme
- 1975 : Rosa (serie de televisión) : M. Wishbone
- 1975 : Y'a pas de problème (serie de televisión) : Claude Milot
- 1979 : Caroline (serie de televisión) : Jacques
- 1982 : Peau de banane (serie de televisión) : Narcisse Labbé
- 1982 : Monsieur le ministre (serie de televisión) : Jean Gontrin
- 1984 : Le 101, ouest, avenue des Pins (serie de televisión) : Maxime
- 1986 : Lance et compte (serie de televisión) : Luc Sigouin
- 1989 : Jeux de société (serie de televisión) : Charles-Henri Simard
- 1990 : Jamais deux sans toi (serie de televisión) : Lou Tremblay
- 1991 : Le Pénitent de Jean-Pierre Bastid
- 1992 : Scoop (serie de televisión) : Mario Bousquet
- 1992 : Montréal P.Q. (serie de televisión) : Arzobispo de Montréal
- 1993 : Cormoran (serie de televisión) : Dr Achille Rossignol
- 1993 : Les grands procès (serie de televisión) : Juez Lazure
- 1994 : À nous deux! (serie de televisión) : Mgr Bégin
- 1996 : Le Retour (serie de televisión) : Armand Lebeau
- 1998 : La Part des anges (serie de televisión) : Pierre Bernard
- 1998 : Ces enfants d'ailleurs - La Suite (serie de televisión) : M. Cohen
- 2000 : Nuremberg (telefilme) : Reichsaußenminister Joachim von Ribbentrop
- 2001 : La Vie, la vie (serie de televisión) : Langevin
- 2001 : Ayoye! (serie de televisión) : Hector
- 2002 : Bunker, le cirque (serie de televisión) : Gilles Germain
- 2002 : La Grande Expédition (serie de televisión) : Frontenac
- 2004 : Grande Ourse (serie de televisión) : Vieux monsieur
- 2005 : Providence (serie de televisión) : Robert Beauchamp
- 2005 : Vice caché (serie de televisión) : padre de Benoît
- 2005 : Minuit, le soir (serie de televisión) : M. Dino Rochon
- 2010 : Les Rescapés (serie de televisión) : Horace Boivin Junior alias Pépère

## Teatro
- Les Manuscrits du déluge (2003)